# Història de Madrid
|  | Aquest article tracta sobre la història del municipi. Si cerqueu la història de la comunitat uniprovincial, vegeu «història de la Comunitat de Madrid». |

La història de Madrid (Espanya) està marcada per l'establiment en ella de, primer, la cort reial (juny de 1561) i, amb la unió dinàstica dels regnes hispànics, de la nova capital. Això no obstant, abans d'això, l'àrea de l'actual ciutat ja havia estat poblada amb l'establiment de comunitats més o menys rellevants. L'aparició de Madrid en la història data del segle ix, segle en què l'emir Muhammad I (852-886) aixeca una fortalesa en el lloc ocupat actualment pel Palau Reial.

## Prehistòria
La ciutat de Madrid posseeix rics jaciments paleontològics molt anteriors a l'aparició de l'ésser humà: en el Miocè mitjà, fa uns 18 milions d'anys, on se situa el Pont de Toledo hi va habitar una fauna pròpia d'un clima càlid i sec, destacant l'abundància d'un tipus de rinoceront sense banyes que, en ser definits aquí per primera vegada, van rebre el nom d'Hispanotherium. Altres jaciments importants de les mateixes dates són els del turó de San Isidro, La Hidroeléctrica, el carrer Moratines, el baixador d'O'Donnell, l'Estació Imperial i el Passeig de les Acacias (Arganzuela). En ells hi ha presència del mateix rinoceront i altres espècies de fauna càlida subtropical, principalment remugants, entre ells els antílops més antics coneguts a Espanya i cérvols antics, però també paleomerícids i tragúlids).
De fa uns 15 milions d'anys daten els fòssils exhumats en el Pont de Vallecas, en els quals dominen els èquids (Anchitherium ezquerrae i Heteroprox moralesi), indicant un canvi climàtic important: fred i humitat.
De fa 13 milions d'anys, apareixen en el carrer Alhambra una considerable quantitat de fòssils de tortugues gegants terrestres (Geochelone bolivari), així com un peculiar rinoceront sense banyes però amb grans incisius (Aceratherium simorrense) i un antílop (Tethytragus langai) que sembla haver desplaçat d'aquesta zona els cérvols.
Del Quaternari existeixen troballes arqueològiques que proven l'existència de població humana a les terrasses dels rius Manzanares, Jarama i Henares des del Paleolític. Molts d'aquests llocs són coneguts des del segle xix i actualment estan sota zones urbanitzades, encara que, afortunadament, el Museu Arqueològic Nacional d'Espanya conserva una bona provisió de fons arqueològics que estan sent revisats i que corresponen a una desena de jaciments del Paleolític inferior i Mitjà. A més, el control de les obres i de les explotacions d'àrids ha permès descobrir llocs relativament ben conservats.

## Edat antiga
Ja en el període històric no hi ha evidències que existís cap poblament d'una certa entitat a dins de l'actual terme municipal durant les èpoques romana i visigoda. Això no obstant, sí que hi ha rastres de poblament dispers. La vella creença que el rierol Meaques, a la Casa de Campo, es correspondria amb una vil·la romana (en llatí "mansio") anomenada Miaccum, situada a sobre de la via que unia Titulcia amb Segòvia, està avui descartada. El poblament romà identificat fins ara apunta a diverses villae o cases de camp senyorials més o menys pròximes al riu Manzanares, en punts com la Ciutat Universitària, els ponts dels Francesos i de Segòvia, Porta de l'Àngel i Camí del Robledal. Conegudes d'antic són les villae de Villaverde Bajo i l'anomenada "Quinta de los Carabancheles", ambdues amb mosaics (els de la segona, actualment al Museu Municipal de San Isidro).

## Dominació musulmana

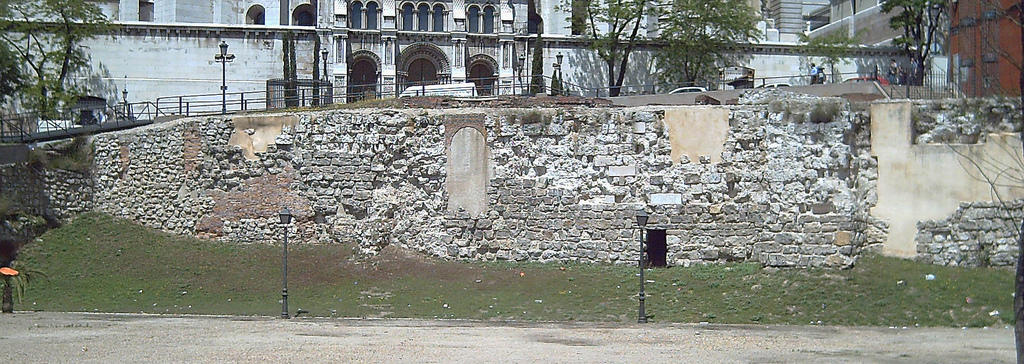
Restes de la muralla musulmana de Madrid, a prop de la Cuesta de la Vega.

S'han trobat restes de la muralla musulmana de Madrid (segle ix), al costat de la Cuesta de la Vega. La primera notícia històrica del que avui és la ciutat de Madrid data de l'època de dominació musulmana, concretament de finals del segle ix, quan l'emir cordovès Muhammad I (852-886) aixeca una fortalesa en un promontori al costat del riu Manzanares, en el lloc ocupat actualment pel Palau Reial. La funció principal d'aquesta fortalesa serà la vigilància dels passos de la serra de Guadarrama per tal de protegir Toledo, l'antiga capital visigoda. També fa la funció de ribat, és a dir, punt de reunió dels monjos-soldats musulmans i d'inici de les campanyes contra els regnes cristians del nord. Per exemple, l'any 977, Almansor comença la seva famosa campanya a Madrid. Quan el califat de Còrdova es desintegra, Madrid passa a formar part del regne taifa de Toledo.
En els voltants d'aquesta fortificació, es va anar creant un petit enclavament conegut amb el nom de Mayrit (per als cristians, Magerit), que ve a significar "terra rica en aigua". Aquest enclavament va ser objecte de diversos atacs dels reis cristians durant la Reconquesta; per exemple, Ramir II de Lleó intenta ocupar-lo el 932.
En rendir-se Toledo a Alfons VI de Lleó entre 1083 i 1085, Magerit passa a mans cristianes sense lluita, com diverses altres poblacions del regne toledà.

## Conquesta cristiana
La vila és repoblada amb cristians, sense que per això s'expulsés la seva població jueva i musulmana (si bé alguns dels edificis religiosos musulmans són requisats; d'aquesta manera, la mesquita major es transforma en església sota l'advocació de Santa Maria).
D'aquesta època primerenca de dominació cristiana daten els cultes als patrons de Madrid: la Verge de l'Almudena, de la qual segons la tradició es va trobar una imatge a la muralla exterior el 9 de novembre de 1085, i San Isidro Labrador, nascut a la vila cap a l'any 1082 i mort el 30 de novembre de 1172.
Madrid es va consolidant com a vila castellana i com a municipi lliure vinculat a la corona (villa de realengo) els privilegis de la qual són confirmats el 1123 per la Carta de Otorgamiento, donada per Alfons VII de Castella), i el 1222 pel Fuero promulgat durant el regnat d'Alfons VIII de Castella. Aquest rei posa sota la jurisdicció de Madrid tres sexmos o districtes rurals:
- Sexmo de Vallecas, format per Vallecas, Vicálvaro, Ambróz, Coslada, Rivas, Vaciamadrid, Velilla, Rejas, Canillas, Hortaleza, Chamartín, Fuencarral i Fuentelfresno.
- Sexmo de Villaverde, format per Villaverde, Getafe, Fuenlabrada, Torrejón de la Calzada, Casarrubios, Humanejos i Perales.
- Sexmo de Aravaca, format per Aravaca, Las Rozas, Majadahonda, Boadilla, Alcorcón, Leganés, i els Carabancheles Yuso i Suso (Baix i Alt), a excepció del castell i terra circumdant, pertanyents a l'Orde de Santiago des del 1206.

D'aquesta manera, la vila de Madrid tindrà sota la seva jurisdicció les terres i muntanyes de Madrid fins a la Sierra. En aquesta època es construeix la segona muralla de Madrid, coneguda com la muralla cristiana.
Durant la primera meitat del segle xiv augmenta la importància de la localitat per la seva estratègica situació en les vies pecuàries que comencen a estabilitzar-se i que comuniquen les submesetes nord i sud. De fet, a les Corts d'Alcalà de 1348, Alfons XI de Castella fixa en vint-i-quatre el nombre de ciutats amb dret a estar representades a les Corts de Castella, i la vila de Madrid n'és una; quan Joan II de Castella redueix el nombre a divuit, Madrid manté el seu dret de representació. També en aquest període, l'arquebisbe de Toledo i conseller privat del rei, Gil de Albornoz, la converteix en cap d'arxiprestat, separant la seva administració eclesiàstica d'Alcalá de Henares. En la segona meitat del segle xiv, els monarques de la dinastia Trastàmara (Enric III, Joan II i Enric IV de Castella) sovintegen la vila per practicar la caça. L'últim d'ells manté una casa (a l'actual carrer de Santa Clara) que es converteix durant el seu regnat en una de les residències habituals del rei de Castella. Destaca el fet que les Corts de Castella es reunissin fins a tres vegades a la vila de Madrid durant aquest període, prova de l'especial predilecció de la dinastia Trastàmara per la vila.
Durant el segle xv, la vila segueix creixent fins a aconseguir uns 5.000 habitants a la fi de la centúria. Les fites més importants d'aquesta època seran el reconeixement de Madrid com a ciutat amb representació a Corts i l'expulsió dels jueus el 1492, amb la posterior destrucció del call (judería) de Lavapiés.

## Les Comunitats
Durant l'any 1520, el malestar de les ciutats castellanes contra l'emperador Carles V del Sacre Imperi Romanogermànic va anar creixent. A les Corts convocades primer a Santiago de Compostel·la i després a La Corunya, diverses ciutats, entre les quals es troba Madrid, es neguen a votar els serveis que el rei reclama per finançar la coronació imperial a Alemanya. Finalment, les Comunitats de Castella s'alcen en armes en diverses ciutats.
Madrid s'uneix també al moviment i aplega tropes sota el comandament de Juan de Zapata. Aquest, al costat dels capitans comuners Juan Bravo (Segòvia), Juan de Padilla (Toledo) i Francisco Maldonado (Salamanca) representa als castellans revoltats davant la reina Joana I de Castella, mare de l'emperador, a Tordesillas, on es troba reclosa.
Tot i això, la revolta finalitzà el juny de 1521 quan, després de la derrota de les tropes comuneres a la batalla de Villalar, l'exèrcit reial entra a la vila després d'un setge.

## La capitalitat i els Àustries

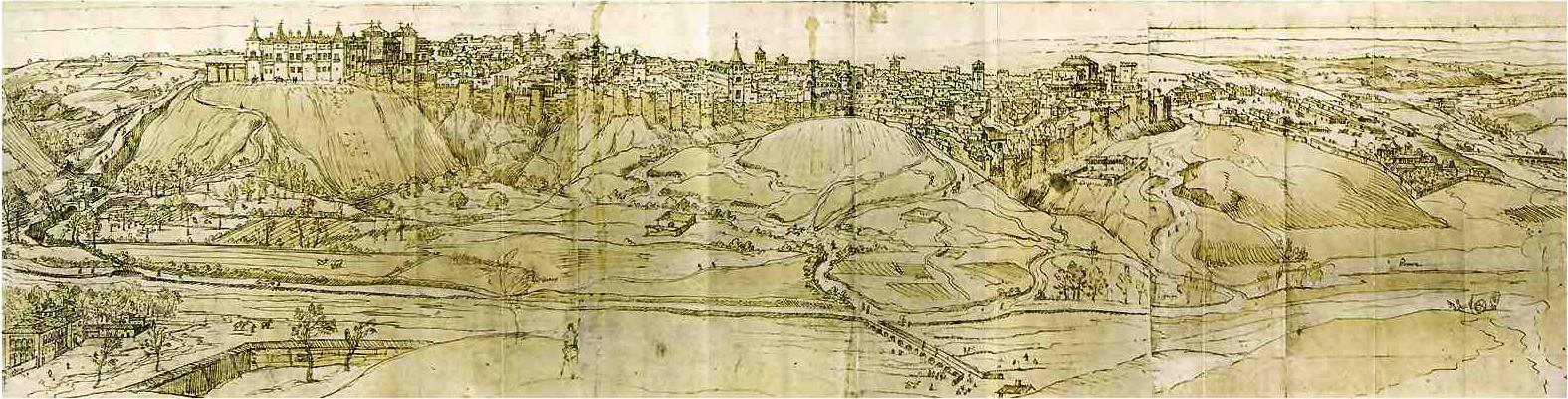
Madrid des de l'oest, enfront de la Puerta de la Vega (1562), per Anton Van der Wyngaerde.

Després de sufocar la revolta comunera, Carles I es mostra generós amb Madrid i li concedeix els títols de Coronada i Imperial, començant-se la transformació del vell alcàsser àrab. Quan Francesc I de França va ser capturat a la batalla de Pavia, el lloc del seu captiveri serà la Torre de los Lujanes, a Madrid. I també a la vila està datat el Tractat de Madrid de 1526 (després denunciat per la part francesa) que va resoldre la seva situació.
El juny de 1561, quan la vila ja tenia 30.000 habitants, Felip II va traslladar la cort de Toledo a Madrid, instal·lant-la a l'antic alcàsser. Les raons que es donen per a aquest trasllat són molt variades. Entre elles destaquen la necessitat de separar la Cort de la influència del poderós arquebisbe de Toledo, i la gran aflicció de la jove reina Isabel de Valois, asfixiada entre els murs del ferm alcàsser toledà i que insistia el seu espòs que trobés una nova seu per a la cort. El microclima madrileny, més suau que el de Toledo, la seva situació geogràfica i el seu magnífic entorn natural, van fer de la vila una candidata molt apropiada. Amb aquest fet, la vila de Madrid es converteix en centre polític de la monarquia.
Com a fruit de l'arribada de la cort, la població de la ciutat comença a créixer a un ritme accelerat. S'aixequen edificis nobiliaris, esglésies i convents, sent els més destacats els de fundació real, com el Monestir de l'Encarnació i el de les Descalzas Reales. Es derroca la vella muralla i, el 1566, s'aixeca una nova, la tercera de la seva història. A la capital arriben gents per a cobrir les necessitats de la cort, així com un gran nombre de pretendents, aventurers, aspirants a càrrecs, murris... que van ser reflectits en la literatura del Segle d'Or. La política del rei dona una fisionomía especial a la ciutat: declara que, per falta d'espais habitacionals adients per als seus nobles i consellers, queden expropiades les segones plantes de les cases, que seran de possessió reial. Aquesta normativa causa que totes les noves construccions tendeixin a tenir una sola planta, amb pati, amb una segona amagada a la vista dels vianants i regidors del municipi. El 1562 Felip II va adquirir els camps i hortes del que després serà la Casa de Campo per a vedat de caça.
El 1601 Felip III de Castella, seguint els consells del seu valido, el duc de Lerma, ordena el trasllat de la cort a Valladolid, on roman cinc anys, fins que el 1606 torna a Madrid. Després d'aquest retorn, Felip III pren algunes decisions que serien significatives en l'aspecte futur de la ciutat: el 1616 ordena la construcció de la Plaça Major i el 1618 adquireix i omple de jardins i fonts els terrenys que actualment conformen els Jardins del Retiro.

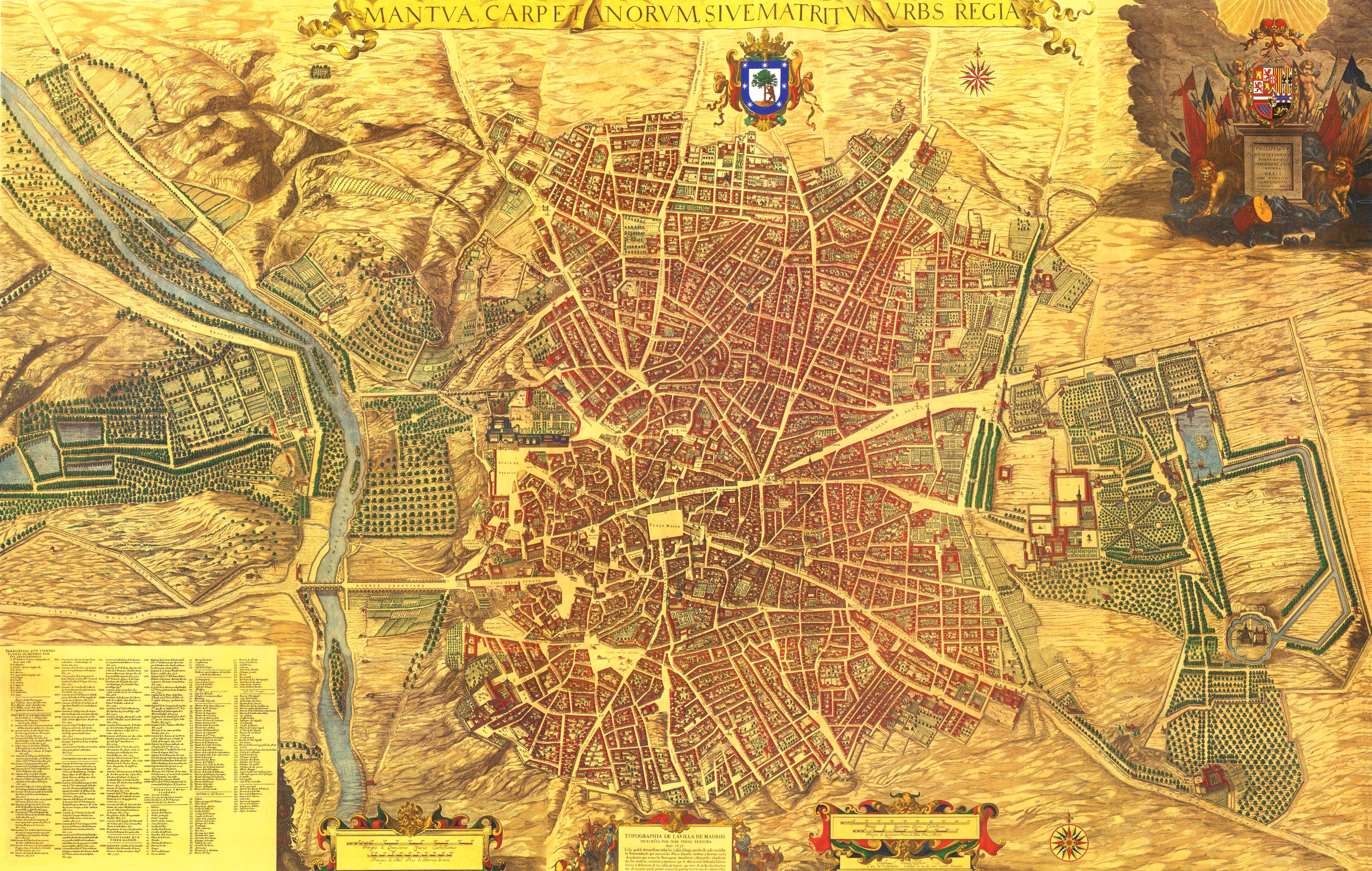
Mapa de Teixeira (1656)

El seu fill i successor, Felip IV de Castella, mana construir, el 1625, la quarta muralla de Madrid, que es mantindrà fins a mitjan segle xix. Durant el seu regnat, la vila va viure un excepcional període d'esplendor cultural, amb la presència de genis de la talla de Cervantes, Francisco de Quevedo, Góngora, Velázquez, Lope de Vega o Calderón de la Barca.
Durant la dinastia dels Habsburg, la vila pateix una transformació fonamental. El centre urbà, abans situat al nucli medieval, al voltant de l'actual carrer de Segòvia, és traslladat cap a la rodalia del renovat Alcàsser i són construïts tots els edificis necessaris per a l'administració de la Monarquia Hispànica: la Ceca (a l'actual plaça d'Orient), el Palau dels Consells (actual Capitania General), la Presó de Cort (actual seu del Ministeri d'Assumptes Exteriors), etc. També es multipliquen el nombre d'esglésies parroquials i capelles, de les quals han sobreviscut importants exemples com l'església de San Cayetano, la Capella de San Isidro o l'església de San Ginés.
Entre els convents, a més de l'Encarnació i les Descalzas Reales, s'amplia el Monestir dels Jerónimos i fixen seu a la ciutat la major part dels ordes religiosos de major implantació, com els dominics (Basílica d'Atocha), els franciscans (actual capella de l'Hospital de l'Ordre Tercera de San Francisco), els jesuïtes (Basílica de San Isidro, Col·legi Imperial), Convent de les Trinitàries -actual seu de l'Arzobispado General Castrense). També s'estableixen els ordes militars (Monestir de les Comendadoras de Santiago, Monestir de les Calatravas, etc.). Finalment, es dota al municipi d'una nova seu, amb la construcció de la Casa de la Vila (seu antiga de l'ajuntament) a l'actual Plaça de la Vila, i diverses dependències per als gremis en el que es convertiria en la Plaça Major.

## Els primers Borbons
A la mort de Carles II esclata la Guerra de Successió Espanyola, en la qual Madrid dona suport des del principi a Felip d'Anjou com Felip V. Si bé la ciutat és ocupada el 1706 pels exèrcits anglo-portuguesos, que van proclamar rei a l'Arxiduc Carles d'Àustria amb el nom de Carles III, i novament el 1710, es va mantenir fidel a Felip V, qui després de la seva segona entrada a Madrid, l'arxiduc Carles va fer el comentari "aquesta ciutat és un desert").
Felip V començarà una reforma incipient de l'urbanisme de la capital. Les primeres transformacions urbanes es van iniciar a la perifèria sud-oest durant el corregiment del Marquès de Vadillo (1715-1730). Sota l'adreça de Pedro de Ribera, s'aixequen el Pont de Toledo i el seu accés i es planifica la riba esquerra del Manzanares, on s'aixeca l'església de la Virgen del Puerto. Al mateix temps, s'inicia la construcció del Palau Reial, les obres del qual comencen el 1738 en el solar de l'antic alcàsser, destruït per un incendi el 1734 (en qualsevol cas, l'excessiva austeritat de l'alcàsser no era gaire del gust del rei, acostumat a les corts franceses). La construcció del palau va anar a càrrec de Juan Bautista Sachetti i es va perllongar fins al 1764, ja en el regnat de Carles III, intervenint en ella els arquitectes Sabatini i Ventura Rodríguez.
Després de les reformes de Ferran VI, que va manar construir el Convent de les Salesas Reales, accedeix al tron Carles III, que seria conegut com el millor alcalde de Madrid. Carles III es va proposar fer de Madrid una capital digna de tal nom, amb la construcció de passejos, la creació de sistemes de clavagueram i il·luminació pública, el paviment de carrers i l'ornamentació de la ciutat amb diferents monuments. S'inicia també la construcció de cementiris als afores de la ciutat i ja no en esglésies i convents.

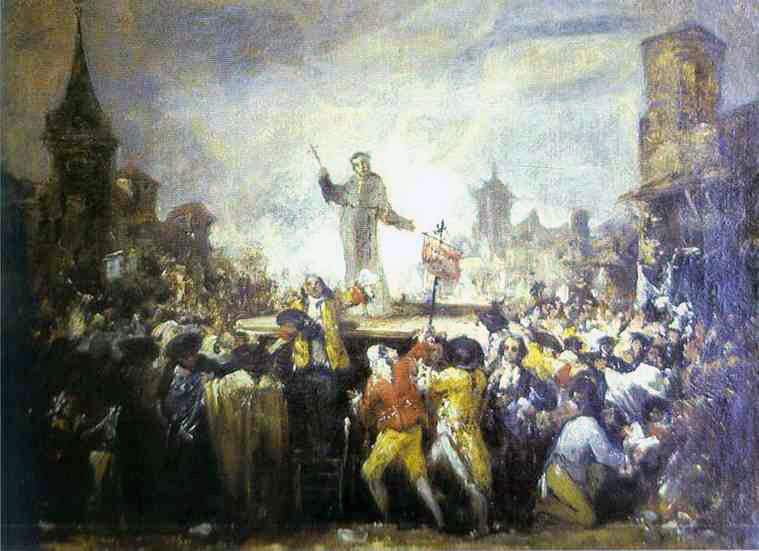
Motín de Esquilache, atribuït a Francisco de Goya (c. 1766)

Malgrat ser conegut com un dels majors benefactors de Madrid, els seus començaments no van ser del tot tranquils, ja que el 1766 va haver de superar el motí d'Esquilache, una revolta tradicionalista provocada per la noblesa i el clergat contra els aires renovadors que portava Carles III, que va posar com a excusa el decret sobre la indumentària que ordenava l'escurçament de les capes i la prohibició de l'ús dels barrets que ocultessin la cara.
Una institució típicament il·lustrada, la Reial Societat Econòmica d'Amics del País (nascuda deu anys abans al País Basc), es funda en la seva versió madrilenya el 1775 amb l'apel·latiu Matritense, a iniciativa de Pedro Rodríguez de Campomanes. La seva seu es troba a la Torre dels Lujanes, enfront de l'ajuntament.
Del regnat de Carles III daten la Basílica de San Francisco el Grande (1761-1770); la Casa de Correus (1766-1768), actual seu de la Presidència de la Comunitat de Madrid; la Casa Reial de la Duana (1769), actual seu del Ministeri d'Hisenda; la Porta d'Alcalà (1769-1778) o el Palau de Benavente, actual Ministeri de Defensa (1777).
Altres fites són l'obertura al públic del Parc del Buen Retiro (1761); l'inici de les obres del Salón del Prado (1775, posteriorment Paseo del Prado), amb les fonts de Neptuno, Apolo i Cibeles) i el Museu del Prado (1785), concebut en principi com a Gabinet d'Història Natural. També la reconstrucció de l'Hospital General (1776, en l'actualitat Museu Nacional Centre d'Art Reina Sofia o la creació del Jardí Botànic (1781), substituint a l'anterior de Molles Calentes. També s'activa el projecte de la Costa de San Vicente (1767-1777) i es construeix el carrer Real.
La població de la ciutat va créixer amb el progrés i la pau viscuts des de l'arribada al tron de Ferran VI. El 1787 es realitza el primer cens oficial de Madrid, que dona fe de l'existència de 156.672 habitants a la ciutat.
No obstant això, la ciutat es va estancar a partir del 1625, no creixia. Això va fer pujar els preus dels habitatges, així com que s'edifiqués en qualsevol buit disponible, augmentant d'aquesta manera la insalubritat i l'amuntegament. Així i tot, la població més desfavorida ni tan sols podia aspirar a viure a dins de la ciutat, pel que es va veure obligada a establir-se fora d'ella. Sorgeixen d'aquesta manera suburbis miserables al sud de la ciutat, com els de Injúrias i Peñuelas, i algun més decent al nord, com el de Chamberí.

## La Guerra de la Independència

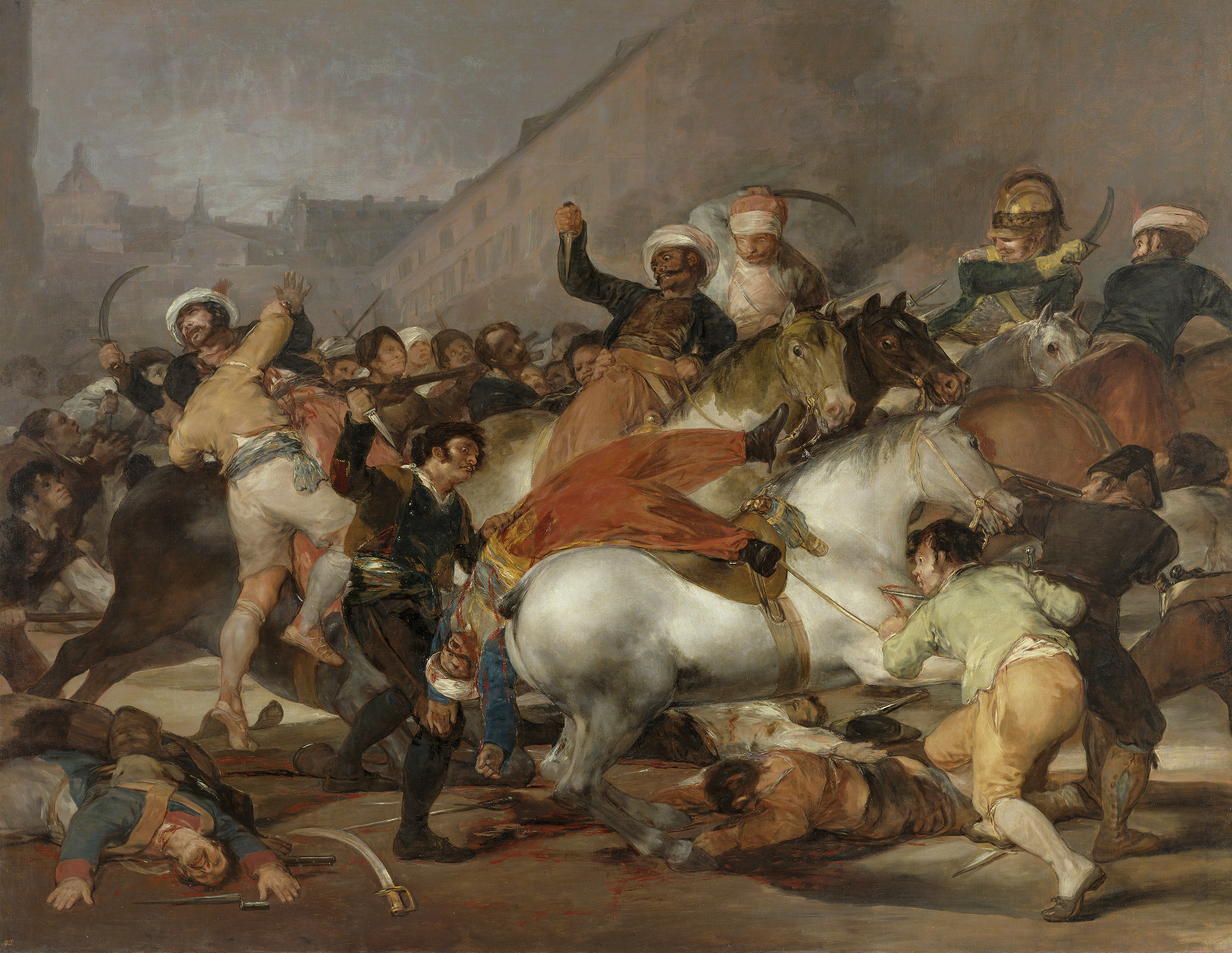
La càrrega dels Mamelucs (Goya).

El 27 d'octubre de 1807 Carles IV i Napoleó signen el Tractat de Fontainebleau, pel qual es permetia el pas de tropes franceses per territori espanyol per a unir-se a tropes espanyoles i envair Portugal, país que s'havia negat a acatar l'ordre de bloqueig internacional contra Anglaterra. Al febrer de 1808 Napoleó, amb l'excusa que el bloqueig contra Anglaterra no es respecta en els ports portuguesos, envia un poderós exèrcit al comandament del seu cunyat, el general Murat. Al marge del tractat, tropes franceses van entrar per Catalunya, ocupant les places que trobaven al seu pas. D'aquesta manera, al llarg del febrer i març de 1808, ciutats com Barcelona i Pamplona van quedar sota domini francès.
Mentre tot això ocorria, té lloc el Motí d'Aranjuez (17 de març de 1808), pel qual el príncep hereu, Ferran VII, aparta al seu pare del tron i ocupa el seu lloc. No obstant això, quan Ferran VII torna a Madrid, la ciutat es troba ocupada ja per Murat, pel que tant el rei com el seu pare es troben virtualment presoners de l'exèrcit francès. Napoleó, aprofitant la debilitat dels Borbó espanyols, obliga a ambdós, primer al pare i després al fill, a reunir-se amb ell a Baiona, on arriba Ferran VII el 20 d'abril.
Davant l'absència dels reis, la situació es va fent més i més tibant a la capital. El 2 de maig, la multitud va començar a concentrar-se davant el Palau Reial. La gent va veure com els soldats francesos treien del palau als integrants de la família reial que àdhuc es trobaven en el palau. En veure forcejear a l'infant Francisco de Paula amb el seu captor, la multitud es va llançar a l'assalt de les carrosses al crit de "Que no se l'emportin!". Els soldats francesos van disparar contra la gent. La lluita duraria hores i s'estendria per tot Madrid. Mentrestant els militars espanyols, víctimes de la confusió institucional regnant, seguien quiets i passius. Només el parc d'Artilleria situat al Palau de Monteleón s'alça finalment en armes contra els francesos, dirigit pels capitans Luis Daoíz Torres i Pedro Velarde Santillán. Després d'aturar una primera ofensiva francesa al comandament del general Lefranc, els dos moren lluitant heroicament davant els reforços enviats per Murat. A poc a poc, els focus de resistència van caient. Centenars d'espanyols, homes i dones, i de soldats francesos van morir en aquesta revolta. El llenç de Goya La Càrrega dels Mamelucs reflecteix les lluites de carrer que van tenir lloc aquest dia.

els afusellaments del 3 de maig a la muntanya del Príncipe Pío il·lustrats per Goya.

La repressió va ser cruel. Al Saló del Prado i als camps de la Moncloa s'afusella a centenars de patriotes, atacant Murat contra tot espanyol que porti armes. Quadres com El Tres de Maig de 1808 a Madrid i els afusellaments a la muntanya del Príncipe Pío, de Goya, reflecteixen la repressió amb què va finalitzar l'aixecament popular del Dos de Maig.
Mentrestant a Baiona Napoleó, després de mantenir aïllats als membres de la Família Reial, el 6 de maig de 1808 aconsegueix que, després d'amenaça de mort, Ferran VII retorni la corona al seu pare, el qual prèviament ja l'havia cedit a Napoleó, qui al seu torn l'havia atorgat al seu germà gran, Josep Bonaparte, que es converteix en Josep I, rei d'Espanya. Són les Abdicacions de Baiona. El 7 de juliol és coronat i presta jurament a les corts reunides a Baiona, encaminant-se a continuació cap a Madrid, on arriba el dia 20. Tot just deu dies després abandona la ciutat, després de la derrota francesa en la batalla de Bailén. No obstant això, després de la derrota espanyola en la batalla de Somosierra (30 de novembre de 1808), les tropes franceses entren de nou a Madrid.
Josep I Bonaparte (1808-1813) tracta d'aplicar un programa reformista, amb ajuda dels anomenats afrancesats. Com a part d'aquest programa ordena l'enderrocament de convents, esglésies i zones congestionades de Madrid per a transformar-les en places i vies públiques, el que li valdria ser anomenat pel poble de Madrid com el "Rey Plazuelas". Així és com sorgeixen les places de Santa Ana, Cortes, Mostenses, San Martín o Brancos, ocupant els solars de convents derrocats. No obstant això, el projecte més ambiciós va ser la creació d'una gran plaça al costat de la façana oriental del Palau Reial, a costa de l'enderrocament de gran nombre de cases i d'algun edifici singular (Casa del Tresor i Convent de San Gil). És el que ara coneixem com Plaça d'Orient. Josep Bonaparte no veurà, no obstant això, la fi d'aquest projecte, que continuarien el 1817 sota el regnat de Ferran VII. La creació dels primers cementiris als afores de la ciutat (acabant amb els enterraments en esglésies i convents) també s'ha d'atribuir a Josep Bonaparte (Cementiris Generals del Nord i del Sud).
L'alliberament de la ciutat va provocar la destrucció de valuosos recintes, com el Palau del Buen Retiro. De l'antic palau només van quedar en peu el Saló de Regnes (actual Museu de l'Exèrcit) i el Saló de Ball (actual Casón del Buen Retiro).

## Seglexixi Restauració
La Guerra de la Independència, malgrat els últims retorns absolutistes del regnat de Ferran VII, va enllumenar un nou país, amb un caràcter liberal i burgès, obert a les influències que venien de la resta d'Europa. Madrid, la capital d'Espanya, experimenta com cap altra ciutat les transformacions originades per aquesta obertura i s'omple de teatres, cafès i periòdics. És el Madrid romàntic, alterat freqüentment per brots revolucionaris i pronunciaments, com per exemple el de Vicálvaro de 1854, dirigits pel general O'Donnell i amb el qual s'inicia el bienni progressista.

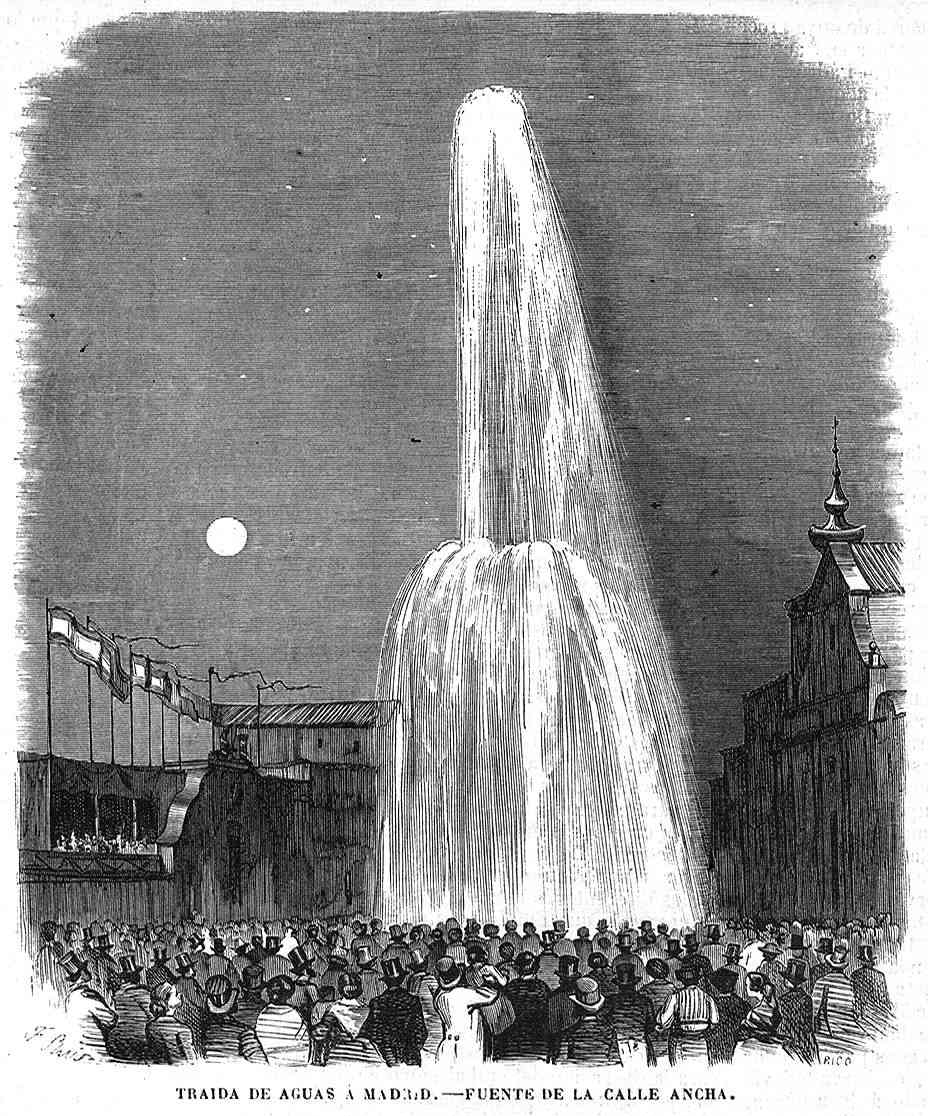
Portada d'aigües a Madrid, font al carrer de San Bernardo, El Museo Universal, 1858.

Però no són només cafès i teatres els que van canviant la fisonomia de la ciutat. El 1836 es crea la Universitat Central, nascuda com a resultat del trasllat definitiu de l'antiga Universitat d'Alcalà a la capital. El 1850 s'inaugura el palau de les Corts, actual Congrés dels Diputats i el 9 de febrer de 1851 el ferrocarril Madrid-Aranjuez, el segon tram de la península. Cap a l'any 1858 el subministrament d'aigua de la capital es racionalitza, construint-se el Canal d'Isabel II, el qual porta l'aigua del Lozoya a Madrid.

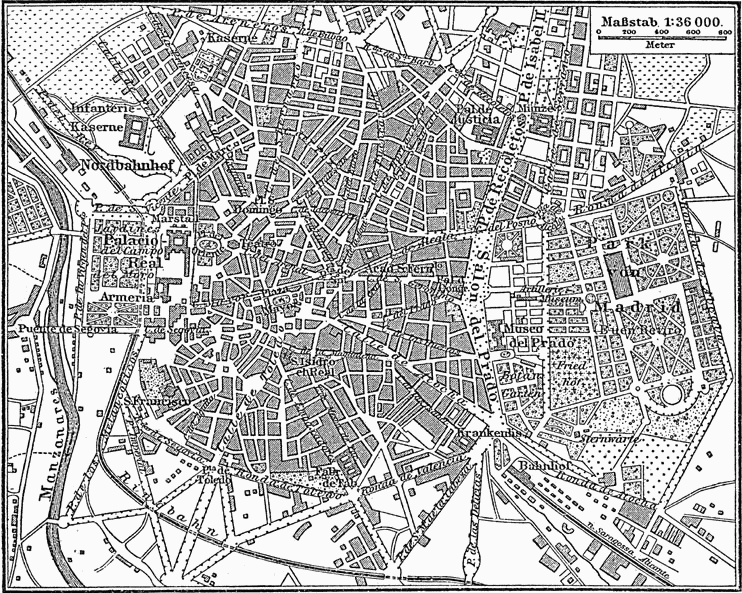
Mapa de Madrid el 1888

Així i tot, a principis del segle XX Madrid conservava encara més traços propis d'una antiga vila que d'una ciutat moderna. Durant el primer terç del segle XX la població gairebé es duplica, arribant a superar els 950.000 habitants. La necessitat d'infraestructures que aquest creixement va provocar va fomentar l'absorció, seguint les vies de comunicació radials, de diferents nuclis de població fins llavors independents de la capital: cap al sud-oest els Carabancheles (Alt i Baix); cap al nord, Chamartín de la Rosa; per la carretera de València, Vallecas; per la carretera d'Aragó, Vicálvaro i Canillejas; i per la carretera de Burgos, Fuencarral. Nous barris com las Ventas, Tetuán o el Carmen, donaven acollida al recent arribat proletariat, mentre que en els eixamples s'instal·lava la burgesia madrilenya.
Aquest començament de segle és una època d'auge del terrorisme anarquista. El 31 de maig de 1906 Alfons XIII va contreure matrimoni amb Victòria Eugènia de Battenberg. Quan la comitiva es disposava a sortir del carrer Major, l'anarquista Mateo Morral, des del número 88, va llançar una bomba camuflada en un ram de flors. La parella reial va resultar il·lesa però l'explosió va provocar una massacre al voltant de la carrossa. El 1912 l'anarquista Manuel Pardiñas va assassinar de tres trets davant la llibreria San Martín, en plena Porta del Sol, al president del govern, José Canalejas.
Els anys vint van ser anys de prosperitat, reflectits en l'obertura, amb la finalitat de descongestionar el nucli antic, de la Gran Via; en el projecte d'urbanisme modern de l'enginyer urbanista Arturo Soria, la Ciudad Lineal; o en l'extensió del ferrocarril metropolità, el primer tram del qual (Sol-Cuatro Caminos) s'havia inaugurat el 1919.

## Segona República i Guerra Civil
Les eleccions municipals del 12 d'abril de 1931 van suposar a Madrid un gran triomf de la conjunció republicano-socialista, obtenint el 69,2% dels vots (88.758 vots per a la coalició i 33.939 per als monàrquics), que es van traduir en 15 regidors socialistes i 15 republicans, enfront dels 20 monàrquics. El triomf republicà a la capital i a la majoria de les capitals de província suposà la descomposició de la monarquia i l'adveniment, tot just dos dies després, de la Segona República Espanyola. El comitè revolucionari va assumir el poder el dia 14 a la tarda, proclamant la República des de la Casa de Correus de la Puerta del Sol, seu del Ministeri de la Governació, davant una multitud enfervorida.
La Constitució de la República, promulgada el 1931, va ser la primera que va legislar sobre la capitalitat de l'Estat, establint-la explícitament a Madrid, on el republicà Pedro Rico va ser elegit alcalde per la corporació municipal, amb cinc socialistes com a tinents d'alcalde: Andrés Saborido, Manuel Oveja, Wenceslao Carrillo, Trifón Gómez i Lucio Martínez.
La fisonomia de la ciutat, a causa de la crisi econòmica i política, va canviar poc durant els anys de la República. No obstant això, sí que hi va haver algunes fites significatives:
La Casa de Campo passà a la jurisdicció municipal el 1931, després de la seva separació del patrimoni de la Corona, expropiat després de l'abdicació d'Alfons XIII. La construcció de la Ciutat Universitària, les obres de la qual havien començat el 1928. Mitjançant la creació de la Junta Constructora de la Ciutat Universitària de Madrid se li dona l'impuls definitiu per a la finalització del projecte. L'inici del projecte d'enllaços ferroviaris de Madrid. L'inici de la construcció d'un conjunt administratiu sobre el qual havien estat els terrenys de l'antic hipòdrom, situat en el Passeig de la Castellana, per a albergar els Ministeris d'Obres Públiques i de Governació de la República, els Nuevos Ministerios. La guerra civil va danyar greument la ciutat, especialment la zona nord-oest: el barri d'Argüelles i la Ciutat Universitària, escenaris de la batalla de Madrid al novembre de 1936.

## Dictadura franquista

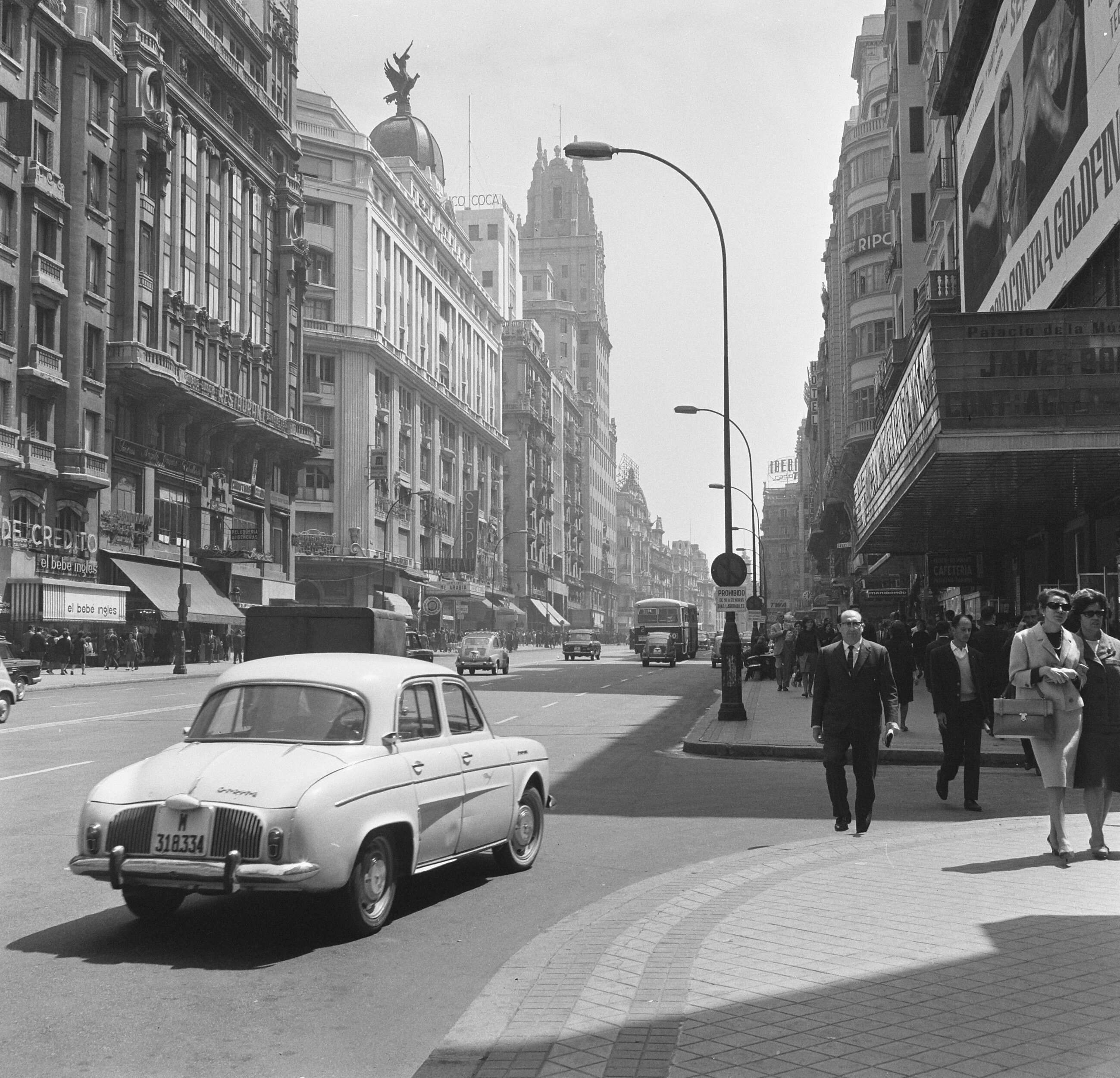
La Gran Via el 1965

Municipis annexionats a Madrid al llarg del segle XX
Durant els anys quaranta i cinquanta, Madrid va anar annexionant-se fins a tretze municipis limítrofs (el 1947, Chamartín de la Rosa; el 1948, Carabanchel Alto i Carabanchel Bajo; el 1949, Barajas de Madrid, Hortaleza, Canillas, Canillejas i Aravaca; el 1950, Vicálvaro, Fuencarral, Vallecas i El Pardo; el 1954, Villaverde), passant la seva extensió de 66 km² als 607 km² actuals. El Pla d'Ordenació de l'Àrea Metropolitana, aprovat el 1963, va iniciar la tendència a desviar la concentració poblacional de Madrid cap a municipis metropolitans, com Alcorcón, Alcobendas, Coslada, Fuenlabrada, Getafe, Leganés, Móstoles, San Sebastián de los Reyes o San Fernando de Henares.

## Democràcia
Després de la mort de Franco i la instauració del règim democràtic, la constitució de 1978 confirma a Madrid com a capital d'Espanya. El 1979 les primeres eleccions municipals de la democràcia porten a Madrid el primer alcalde triat democràticament des de la Segona República. Els anys de la Transició i les convulsions polítiques del país fan de Madrid escenari d'alguns dels fets més rellevants de l'època, com les manifestacions multitudinàries de suport a la democràcia després del desbaratat cop d'Estat del 23 de febrer de 1981. Els primers alcaldes democràtics van ser dels partits d'esquerra (Enrique Tierno Galván, Juan Barranco), canviant després la ciutat a posicions més conservadores (Agustín Rodríguez Sahagún, José María Álvarez del Manzano i Alberto Ruiz-Gallardón).

Festa del PCE a la Casa de Campo el 1978

L'elecció democràtica d'alcaldes porta definitivament grans beneficis a la ciutat, en veure's aquests obligats a millorar la qualitat de vida dels ciutadans, davant dels quals responen (els alcaldes franquistes eren triats directament per Franco). S'inicia així la construcció de biblioteques, instal·lacions esportives i centres de salut; l'eliminació dels nuclis barraquistes; la neteja del riu Manzanares; la millora de l'eix viari; el tancament de la M-30 pel nord i el seu posterior soterrament a la zona del Manzanares; la construcció de noves vies de circumval·lació (M-40, M-45, M-50), alhora que s'augmenta la capacitat de les carreteres d'accés (convertides en autovies o duplicades amb autopista de peatge); o la regulació d'aparcament a l'interior de la ciutat, que, amb protestes veïnals en alguns casos, arriba al límit de la M-30, tot això amb l'objectiu d'absorbir i regular el trànsit creixent.
En el segle XXI la ciutat segueix abordant nous reptes: manteniment de la població a dins del nucli urbà (Madrid és el municipi d'Espanya en el qual l'augment del preu de l'habitatge ha estat major); expansió de la ciutat (amb la creació de nous barris seguint el Pla d'Actuació Urbanística: Eixample de Vallecas, Eixample de Carabanchel, Montecarmelo, Riechuelo del Fresno, Las Tejas, Sanchinarro, Valdebebas...); remodelació del centre històric; absorció i integració de la immigració que arriba a la ciutat.
L'11 de març de 2004 la ciutat pateix una sèrie d'atemptats amb motxilles bomba situades en quatre trens de la xarxa de ferroviària de rodalia. Els atemptats, els majors patits a Espanya i a la Unió Europea, es van cobrar la vida de 191 persones i van causar ferides a més de 1900. L'11 de març de 2007, just tres anys després, els Reis d'Espanya inauguren a la glorieta de Carles V un monument commemoratiu a les víctimes. El 30 de desembre de 2006, ETA fa explotar una bomba a l'aparcament de la terminal T4 de l'aeroport de Barajas, causant la mort a dues persones. Des dels atemptats contra Luis Carrero Blanco (1973) i el bar del Carrer del Correu (1974), enfront de la Direcció General de Seguretat, Madrid ha patit bona part de l'activitat d'aquesta banda terrorista.